# أفعال الشك
أفعال الشك هي صيغ الأفعال الدالة على شك القائل في المقال. وتسمى في العربية أفعال الشك واليقين. وفي التركية تسمى صيغة الشك صيغة الرواية